# Kamerunische Fußballnationalmannschaft der Frauen/Weltmeisterschaften
Der Artikel beinhaltet eine ausführliche Darstellung der kamerunischen Fußballnationalmannschaft der Frauen bei Weltmeisterschaften. Kamerun konnte sich 2014 erstmals für die WM-Endrunde 2015 qualifizieren und ist die vierte afrikanische Mannschaft die an einer WM-Endrunde teilnahm. Viermal scheiterte Kamerun zuvor auf dem Weg zur WM an Nigeria, einmal an Ghana.

## Die Nationalmannschaft bei Weltmeisterschaften

### Übersicht
| Jahr | Gastgeberland         | Teilnahme bis …    | Gegner  | Ergebnis | Trainer       | Bemerkungen und Besonderheiten |
| ---- | --------------------- | ------------------ | ------- | -------- | ------------- | --- |
| 1991 | Volksrepublik China   | nicht qualifiziert |         |          |               | Im Finale der Fußball-Afrikameisterschaft der Frauen 1991 gegen Nigeria verloren |
| 1995 | Schweden              | zurückgezogen      |         |          |               | |
| 1999 | USA                   | nicht qualifiziert |         |          |               | Im Halbfinale der Afrikameisterschaft 1998 wieder an Nigeria gescheitert. |
| 2003 | USA                   | nicht qualifiziert |         |          |               | Im Halbfinale der Afrikameisterschaft 2002 an Ghana gescheitert. |
| 2007 | Volksrepublik China   | nicht qualifiziert |         |          |               | Im Halbfinale der Fußball-Afrikameisterschaft der Frauen 2006 erneut an Nigeria gescheitert.                                                                                         |
| 2011 | Deutschland           | nicht qualifiziert |         |          |               | Im Fußball-Afrikameisterschaft der Frauen 2010 nochmals an Nigeria gescheitert. |
| 2015 | Kanada                | Achtelfinale       | China   | 11.      | Enow Ngachu   | In der Gruppenphase traf die Mannschaft auf Japan, die Schweiz und Ecuador und setzte sich mit zwei Siegen bei einer Niederlage gegen den Titelverteidiger als Gruppenzweiter durch. |
| 2019 | Frankreich            | Achtelfinale       | England | 15.      | Alain Djeumfa | Als Dritter des Afrika-Cup der Frauen 2018 qualifiziert. Als drittbester Gruppendritter die K.-o.-Runde erreicht.                                                                    |
| 2023 | Australien/Neuseeland | nicht qualifiziert |         |          |               | Im Finale der interkontinentalen Play-offs an Portugal gescheitert. |

### Statistik
(Angaben inkl. 2023: Neun Weltmeisterschaften)
- nicht teilgenommen/zurückgezogen: einmal (11,1 %; 1995)
- nicht qualifiziert: sechsmal (66,7 % bzw. 75 % der Versuche)
- qualifiziert: zweimal (22,2 %; 2015, 2019)
  - Achtelfinale: zweimal (22,2 %; 2015, 2019)

## Die Turniere

### WM 1991 in der Volksrepublik China
Für die erste WM der Frauen konnte sich Kamerun nicht qualifizieren. Bei der Fußball-Afrikameisterschaft der Frauen 1991, die als Qualifikation diente, erreichte Kamerun nach dem Rückzug von Zaire und Sambia kampflos das Finale. Im Finale war dann der Nachbar Nigeria der Gegner. Am 15. Juni 1991 bestritt Kamerun damit das erste Länderspiel und erste WM-Qualifikationsspiel und verlor in Lagos mit 0:2. Das Rückspiel in Yaoundé verlor Kamerun mit 0:4. Damit qualifizierte sich Nigeria als erste afrikanische Mannschaft für die WM der Frauen. Kamerun bestritt danach sieben Jahre lang kein weiteres Spiel.

### WM 1995 in Schweden
Vier Jahre später hatte Kamerun zwar eine Mannschaft zur Afrikameisterschaft gemeldet, zog aber zurück. Nigeria qualifizierte sich erneut als einzige afrikanische Mannschaft. Dadurch konnte sich Kamerun auch nicht für das erste Fußballturnier der Frauen bei den Olympischen Spielen 1996 qualifizieren, da dort nur die acht besten Mannschaften der WM teilnehmen konnten.

### WM 1999 in den USA
Für die dritte Weltmeisterschaft, für die die Afrikaner nach der Aufstockung des Teilnehmerfeldes auf 16 Mannschaften einen weiteren Startplatz erhielten, hatte dann auch Kamerun wieder gemeldet. Für die als Qualifikation dienende Afrikameisterschaft 1998 war Kamerun nach dem Rückzug von Sierra Leone kampflos qualifiziert. Bei der nun in Turnierform in Nigeria ausgetragenen Meisterschaft sollte Kamerun zunächst gegen Mosambik antreten, das aber auch zurückzog. Die Spiele gegen die anderen Gruppengegner Südafrika und Ghana endeten dann 3:2 und 1:3, womit Kamerun als Gruppenzweiter das Halbfinale erreichte. Hier traf die Mannschaft wieder auf Nigeria und verlor mit 0:6. Dadurch konnte sich Kamerun auch nicht für das Fußballturnier der Frauen bei den Olympischen Spielen 2000 qualifizieren, da dort nur neben Gastgeber Australien die sieben besten Mannschaften der WM teilnehmen konnten. Das für die WM-Qualifikation unbedeutende Spiel um Platz 3 wurde dann gegen die Demokratische Republik Kongo nach einem 3:3 mit 1:3 im Elfmeterschießen verloren. Im Finale gewann Nigeria gegen Ghana mit 2:0. Beide Finalisten waren für die WM qualifiziert.

### WM 2003 in den USA
Eigentlich sollte die WM 2003 wieder in der Volksrepublik China stattfinden. Wegen der SARS-Epidemie wurde das Turnier kurzfristig in die USA verlegt. Damit fand die Weltmeisterschaft zum zweiten Mal in den USA statt. Für die Fußball-Afrikameisterschaft der Frauen 2002 die wieder als WM-Qualifikation diente und die erneut in Nigeria stattfand, qualifizierte sich Kamerun durch ein 0:0 und ein 4:0 gegen Gabun. In der Gruppenphase traf Kamerun wie vier Jahre zuvor auf Südafrika, verlor aber diesmal mit 1:2. Im zweiten Spiel folgte ein 0:0 gegen Simbabwe, mit einem 1:0 gegen Angola wurde Kamerun aber noch Gruppenzweiter. Im Halbfinale wurde dann gegen Ghana mit 2:3 nach Verlängerung verloren. Das für die WM-Qualifikation wieder unbedeutende Spiel um Platz 3 gegen Südafrika gewann Kamerun dann mit 3:0. Im Finale konnte sich Nigeria für die Vorrundenniederlage gegen Ghana revanchieren und mit 2:0 wieder Afrikameister werden. Ghana durfte ebenfalls wieder zur WM fahren.

### WM 2007 in der Volksrepublik China
Vier Jahre später fand dann die WM doch zum zweiten Mal in der Volksrepublik China statt. Für die Fußball-Afrikameisterschaft der Frauen 2006, die wieder als Qualifikation diente und erneut in Nigeria stattfand – da Gabun als Gastgeber zurückzog, qualifizierte sich Kamerun durch zwei Siege (4:0 und 5:0) gegen Kenia. Die Gruppenphase begann mit einem 1:1 gegen die Demokratische Republik Kongo, gegen Ghana folgte dann ein 1:2, aber mit einem 2:0 gegen Mali erreichte Kamerun das Halbfinale. Hier stellte wieder Nigeria eine zu große Hürde dar und Kamerun verlor mit 0:5. Das für die WM-Qualifikation wieder unbedeutende Spiel um Platz 3 gegen Südafrika endete 2:2 nach Verlängerung und wurde mit 4:5 im Elfmeterschießen verloren. Das Finale gewann Nigeria erneut gegen Ghana, diesmal aber nur mit 1:0. Beide fuhren damit wieder zur WM.

### WM 2011 in Deutschland
Für die WM in Deutschland qualifizierten sich die Kamerunerinnen wieder nicht. Für die Fußball-Afrikameisterschaft der Frauen 2010 hatten sie sich mit zwei Siegen gegen die Demokratische Republik Kongo (2:0 und 3:0) zwar qualifiziert. Bei der Endrunde erreichten sie im ersten Spiel gegen Titelverteidiger Äquatorialguinea ein 2:2, dem zwei 2:1-Siege gegen Ghana und Algerien folgten. Im Halbfinale unterlagen sie dann mal wieder gegen Nigeria, diesmal mit 1:5. Das immer noch bedeutungslose Spiel um Platz 3 gegen Südafrika wurde ebenfalls verloren – mit 0:2. Im Finale konnte sich Nigeria für die Halbfinalniederlage gegen Äquatorialguinea zwei Jahre zuvor revanchieren und mit 4:2 den Titel zurückgewinnen. Durch die Finalteilnahme hatte sich Äquatorialguinea aber auch erstmals für die WM qualifiziert.

### WM 2015 in Kanada

Startaufstellungen der Kamerunerinnen in ihrem ersten WM-Spiel

Nachdem sich Kamerun für das Fußballturnier der Frauen bei den Olympischen Spielen 2012 qualifizieren konnte und sich dabei gegen Nigeria durchgesetzt hatte, gelang auch die erstmalige WM-Qualifikation.
Für die dritte WM in Nordamerika war die Zahl der Startplätze auf 24 erhöht und den Afrikanern nun drei Plätze zugestanden worden.
Für die Afrikameisterschaft 2014 qualifizierte sich Kamerun zunächst mit einem 1:1-Remis und einem 1:0-Sieg gegen den Senegal. In der Gruppenphase gelang zunächst ein 1:0-Sieg gegen Südafrika, dann ein 2:0 gegen Algerien, womit Kamerun schon für das Halbfinale qualifiziert war. Das abschließende Gruppenspiel wurde zwar gegen Ghana mit 0:1 verloren, da aber Südafrika mit 5:1 gegen Algerien gewann, nutzte Ghana der Sieg nichts. Im Halbfinale setzte sich Kamerun dann mit 2:1 nach Verlängerung gegen die Elfenbeinküste durch, stand damit im Finale gegen Rekordmeister Nigeria und war dadurch erstmals für die WM-Endrunde qualifiziert. Da konnte die 0:2-Finalniederlage verkraftet werden. Im Spiel um Platz 3, das nun auch für die WM-Qualifikation bedeutend war, setzte sich die Elfenbeinküste überraschend durch ein Tor in der 85. Minute gegen Südafrika durch, das 2012 auch an den Olympischen Spielen teilgenommen hatte, und qualifizierte sich ebenfalls zum ersten Mal für die WM.
Bei der Auslosung der Gruppen war Kamerun nicht gesetzt und wurde der Gruppe mit Titelverteidiger Japan zugelost. Weitere Gegner sind die ebenfalls zum ersten Mal qualifizierten Mannschaften aus der Schweiz und Ecuador. Vor der WM hatte noch keine Mannschaft dieser Gruppe gegen eine der anderen Mannschaften gespielt.
Kamerun überraschte gleich im ersten Spiel gegen Ecuador, einen der sieben anderen WN-Neulinge mit schnellem Angriffsspiel und gewann mit 6:0. Höher hatte nie zuvor ein WM-Neuling sein erstes Spiel gewonnen. Im zweiten Spiel gegen Titelverteidiger Japan offenbarten sie aber Schwächen in der Abwehr und gerieten schnell mit 0:2 in Rückstand. Danach konnten sie das Spiel offen gestalten und waren in der zweiten Halbzeit sogar die bessere Mannschaft, konnten aber nur noch den Anschlusstreffer erzielen. Auch gegen die Schweiz gerieten sie in Rückstand und wurden in der ersten Halbzeit dominiert, so dass sie nur mit viel Glück zur Halbzeitpause nur 0:1 zurücklagen. In der zweiten Halbzeit knüpften sie dann an die Leistungen der beiden vorherigen Spiele an, dominierten nun das Spiel und konnten es mit zwei Toren drehen. Damit standen sie als Gruppenzweiter und einzige afrikanische Mannschaft in der K.-o.-Runde. Hier trafen sie erstmals auf China und gerieten wieder früh in Rückstand. Diesmal waren die Angriffsbemühungen aber zu ungestüm, so dass sie nicht fruchteten. Mit 0:1 schied Kamerun aber als würdiger Vertreter Afrikas und bester Neuling aus.

### WM 2019 in Frankreich
Die Qualifikation für die dritte WM in Europa erfolgte für die afrikanischen Mannschaften über den Afrika-Cup der Frauen 2018, der vom 17. November bis 1. Dezember 2018 in Ghana stattfand. Qualifizieren konnten sich die drei besten Mannschaften des Turniers. In der Qualifikation für diese Meisterschaft musste Kamerun erst in der zweiten Runde eingreifen und traf dort auf die Republik Kongo, die sich erstmals für eine WM qualifizieren wollte und sich in der ersten Runde mit zwei Siegen gegen die Zentralafrikanische Republik durchgesetzt hatte. Kamerun gewann beide Spiele mit 5:0 und qualifizierte sich damit für die Afrikameisterschaft. Beim Afrika-Cup wurde Mali im ersten Spiel mit 2:1 besiegt. Mit einem 3:0 gegen Algerien und einem 1:1 gegen Gastgeber Ghana, der dadurch ausschied, wurde als Gruppensieger das Halbfinale erreicht. Hier unterlag die Mannschaft nach torlosen 120 Minuten Rekordmeister Nigeria im Elfmeterschießen mit 2:4. Im Spiel um Platz 3 traf Kamerun erneut auf Gruppengegner Mali und gewann auch dieses Spiel, diesmal mit 4:2. Damit sicherte sich die Mannschaft das dritte afrikanische WM-Ticket.
In Frankreich traf die Mannschaft im ersten Spiel erstmals auf Kanada und verlor mit 0:1 durch ein kurz vor dem Halbzeitpfiff gefallenes Tor. Auch gegen die Niederlande spielten sie im zweiten Gruppenspiel erstmals. Bis zur 41. Minute hielten sie das 0:0 und kassierten dann das 0:1. Den Rückstand konnten sie aber zwei Minuten später ausgleichen. In der zweiten Halbzeit mussten sie dann noch zwei Tore hinnehmen. Aufgrund der Ergebnisse der anderen Gruppen reichte im dritten Gruppenspiel gegen Neuseeland, gegen das bei den Olympischen Spielen 2012 mit 1:3 verloren wurde, ein Sieg mit einem Tor Differenz um das Achtelfinale zu erreichen. Aber auch Neuseeland, das noch nie ein WM-Spiel gewonnen hatte, hätte mit einem Sieg noch die K.o.-Runde erreicht. In der 57. Minute brachte Ajara Nchout die Kamerunerinnen in Führung, in der 89. Minute fälschte Aurelle Awona einen Schuss unglücklich ins eigene Tor ab. Da ein Remis beiden Mannschaften nicht weiterhalf, drängten beide auf den Siegtreffer. In der fünften Minute der Nachspielzeit gelang dann Nchout doch noch das entscheidende Tor. Im Achtelfinale trafen die Kamerunerinnen als drittbeste Gruppendritte erstmals auf England und verloren in einem turbulenten Spiel mit vielen Videoschiedsrichterentscheidungen mit 0:3.

### WM 2023 in Australien und Neuseeland
Die Qualifikation für die erste WM der Frauen in der südlichen Hemisphäre läuft wieder für die afrikanischen Mannschaften über den Afrika-Cup . In der regionalen ersten Runde der Qualifikation traf Kamerun auf die Zentralafrikanische Republik und konnte beide Spiele gewinnen (1:0 und 2:0). In der zweiten Runde war Gambia der Gegner. Im Hinspiel gelang den Kamerunerinnen mit 8:0 ihr bis dato höchster Länderspielsieg und auch im Rückspiel konnten sie gewinnen, mit 2:1 aber knapper. Beim Afrika-Cup in Marokko traf Kamerun als gesetzter Gruppenkopf auf Sambia, Tunesien und Togo. Nach einem torlosen Remis gegen Sambia und einem 1:1 gegen Togo konnte durch ein 2:0 gegen Tunesien als Gruppenzweiter das Viertelfinale erreicht werden. Hier verlor Kamerun mit 0:1 gegen Nigeria, wodurch die direkte Qualifikation für die WM verpasst wurde. Durch ein anschließendes 1:0 gegen Botswana konnten sich die Kamerunerinnen aber einen Platz beim interkontinentalen Play-off-Turnier erkämpfen, das im Februar 2023 in Neuseeland stattfindet. Dort traf Kamerun im Play-off-Halbfinale auf Thailand und gewann mit 2:0. Die Tore erzielte die erst in der 74. Minute eingewechselte Kapitänin Gabrielle Onguéné in der 79. und 81. Minute. Zu Beginn der fünften Minute der auf acht Minuten angesetzten Nachspielzeit foulte die kamerunische Torhüterin Ange Bawou à la Toni Schumacher kurz vor dem Strafraum eine angreifende Thailänderin. Nach Verletzungsunterbrechung und VAR-Entscheid erhielt sie in der 12. Minute der Nachspielzeit die Rote Karte. Obwohl Kamerun das Auswechselkontingent von fünf Spielerinnen noch nicht erschöpft hatte, ging Stürmerin Gwladys Ewodo, die kurz zuvor in der Nachspielzeit eingewechselt worden war, ins Tor. Das Spiel wurde in der 14. Minute der Nachspielzeit mit Freistoß für Thailand fortgesetzt, der aber von der Kameruner Mauer abgewehrt wurde und den Nachschuss konnte Ewodo fangen. Bei zwei weiteren Toraktionen war sie unsicher und konnte den Ball erst im Nachfassen sichern. Ansonsten konnte Kamerun auch in Unterzahl das Spiel weitgehend in die thailändische Hälfte verlagern. In der 24. Minute der Nachspielzeit, die aufgrund weiterer Unterbrechungen ausgedehnt wurde, endete das Spiel. Im Play-off-Finale war Portugal dann der letzte Stolperstein auf dem Weg zur WM, denn mit 1:2 unterlagen die Afrikanerinnen.

## Spiele
Kamerun bestritt bisher acht Spiele, davon wurden drei gewonnen und fünf verloren. Kamerun spielte nur gegen den Titelverteidiger, aber noch nicht gegen den Gastgeber. Die ersten sechs und das letzte Spiele sind die bisher ersten gegen diese Mannschaften und daher zunächst die höchsten Siege bzw. Niederlagen gegen diese Länder. Der Sieg gegen Ecuador ist zudem der höchste einer afrikanischen gegen eine südamerikanische Mannschaft. Der höchste Sieg zuvor war ein 3:0 der südafrikanischen Männer gegen Paraguay im März 2008 (siehe: Liste der höchsten Fußball-Länderspiel-Ergebnisse).
| Alle WM-Spiele |            |          |             |                    |              | |
| Nr.            | Datum      | Ergebnis | Gegner      | Austragungsort     | Anlass       | Bemerkungen |
| 1              | 08.06.2015 | 6:0      | Ecuador     | Vancouver (CAN)    | Vorrunde     | Erstes Spiel gegen Ecuador, höchster Sieg einer afrikanischen Mannschaft gegen eine CONMEBOL-Mannschaft, höchster Sieg eines WM-Neulings im ersten Spiel. |
| 2              | 12.06.2015 | 1:2      | Japan (TV)  | Vancouver (CAN)    | Vorrunde     | Erstes Spiel gegen Japan |
| 3              | 16.06.2015 | 2:1      | Schweiz     | Edmonton (CAN)     | Vorrunde     | Erstes Spiel gegen die Schweiz |
| 4              | 20.06.2015 | 0:1      | China       | Edmonton (CAN)     | Achtelfinale | Erstes Spiel gegen China |
| 5              | 10.06.2019 | 0:1      | Kanada      | Montpellier (FRA)  | Vorrunde     | Erstes Spiel gegen Kanada |
| 6              | 15.06.2019 | 1:3      | Niederlande | Valenciennes (FRA) | Vorrunde     | Erstes Spiel gegen die Niederlande |
| 7              | 20.06.2019 | 2:1      | Neuseeland  | Montpellier (FRA)  | Vorrunde     | |
| 8              | 23.06.2019 | 0:3      | England     | Valenciennes (FRA) | Achtelfinale | Erstes Spiel gegen England |

Anmerkung: Die fett gedruckte Mannschaft war zum Zeitpunkt des Spiels Meister ihrer Konföderation.

## Rekorde
- Höchster Sieg eines Neulings im ersten WM-Spiel: 6:0 gegen Ecuador.
- Die meisten Tore als Neuling in der Vorrunde: 9